# 강원특별자치도보건환경연구원
강원특별자치도보건환경연구원(江原特別自治道保健環境硏究院)은 강원특별자치도의 보건, 환경의 사무를 관장하기 위하여 강원특별자치도청 산하에 설치된 직속기관이다.
보건환경연구원장은 지방보건연구관이나 지방환경연구관으로 보한다.

## 연혁
- 1956년 12월 18일: 강원도위생시험소 설치
- 1975년 12월 31일: 강원도보건연구소로 변경
- 1987년 12월 31일: 강원도보건환경연구소로 변경
- 1991년 5월 14일: 강원도보건환경연구원로 변경
- 1995년 1월 1일: 직속기관으로 승격
- 1999년 8월 10일: 강원도보건환경연구원 동부지원 설치

## 조직
원장
- 총무과
- 감염병연구부
- 식약품연구부
- 환경연구부

### 산하 기관
- 동부지원